# Zwemvereniging De Meeuwen Diemen

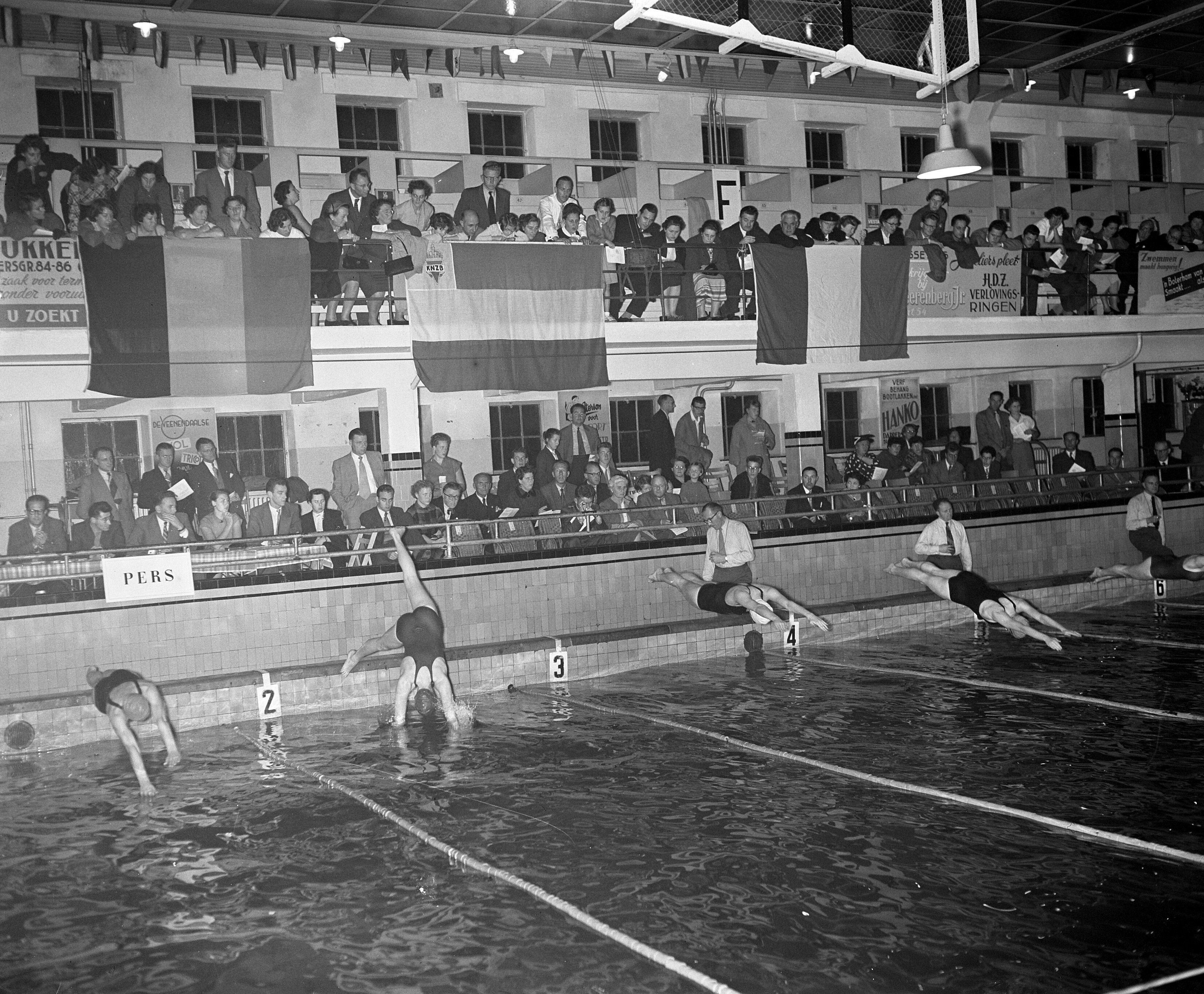
Zwemfeest tussen waterpolo De Meeuwen en Berkellandse Zwem Combinatie (BZC) in Amsterdam 1954

De Meeuwen is een Nederlandse zwemvereniging uit Diemen.

## Geschiedenis
Zwemvereniging De Meeuwen Diemen werd opgericht in 1939 op de Meeuwenlaan te Amsterdam. Sinds 1980 is de thuisbasis van de vereniging het Wethouder F.B. Duran Zwembad in Diemen.
In het seizoen van 1972 en 1973 werd De Meeuwen voor het eerst kampioen, met heren waterpolo.

## Afdelingen
De Meeuwen is onder te verdelen in een viertal afdelingen, namelijk:
- Diplomazwemmen
  - Zwem-ABC
  - Zwemvaardigheid
  - Slagverbetering
- Synchroonzwemmen
- Waterpolo
- Wedstrijdzwemmen

## Bekende (oud-)leden
- Ed van Es
- Gerrit Wormgoor
- Ton Buunk
- Hans Wouda
- Iet van Feggelen
- Ruud van Feggelen